# Internet Explorer 7
L'Internet Explorer 7 és la versió anterior del navegador Internet Explorer de Microsoft.
A mitjans del 2005 ja hi havia versions beta del 7. Aquest navegador solament és compatible amb Windows Vista, Windows XP SP2 i Windows Server 2003. A més, només és disponible en espanyol o en anglès.
A partir d'aquesta beta, el Microsoft Internet Explorer s'anomena Windows Internet Explorer per agrupar en el mateix nom els complements de Windows.
El Windows Internet Explorer 7 té un nou agregador RSS, una nova barra de cerca, un nou filtre de Phishing i la nova funció anomenada "Quick Tabs", molt similar a la desenvolupada per altres navegadors que en els últims anys estan absorbint gran part de la seva antiga quota de mercat.
L'Internet Explorer també ha estat sovint criticat pels seus problemes de seguretat.
A més també se'l acusa de no complir els estàndards regulats pel W3C, a més de desenvolupar extensions pròpies no estàndards per a aconseguir major quota de mercat respecte als competidors.